# Saartjie Baartman
Pour les articles homonymes, voir Vénus.
Sawtche de son véritable prénom de naissance, devenue Saartjie (diminutif néerlandais de Sarah) et également présentée comme étant Sarah Baartman, nait vers 1788-1789 dans le Cap-Oriental (Afrique du Sud) et meurt le 29 décembre 1815 à Paris à l'âge de 26 ans.
Elle est une femme issue du peuple khoïsan réduite en esclavage et exhibée pour son physique atypique en Europe, avant la grande époque des expositions coloniales. Elle y était présentée avec l'appellation de « Vénus Hottentote ».
Son histoire, souvent prise pour exemple, révèle la manière dont certains Européens esclavagistes considéraient à l'époque ceux qu'ils désignaient comme appartenant à des « races inférieures ». Déjà de son vivant, les traitements qu'elle subissait furent l'objet de polémiques.
Elle symbolise également les revendications des peuples autochtones quant à la restitution des biens culturels et symboliques ainsi que celles des restes de corps humains toujours conservés dans certains musées, notamment ses parties génitales.[Lesquels ?].

## Histoire
Sawtche naît aux abords du fleuve Gamtoos (Cap-Oriental) aux alentours de 1789, dans l'actuelle Afrique du Sud, au sein du peuple Khoïkhoï (Khoïsan), le plus ancien vivant dans la région sud de l'Afrique.
Elle est issue d'un métissage d'ethnies sud-africaines Khoïkhoï du côté de son père et San du côté de sa mère. Sawtche est capturée et exploitée dès sa petite enfance avec ses trois frères et ses deux sœurs par des colons d'origine néerlandaise, des fermiers Boers. Elle vit esclave dans un kraal voisinant la ferme de son "propriétaire", l'Afrikaner Peter Caesar. Conformément au code esclavagiste de l'époque, son maître la dote d'un prénom néerlandais, Saartjie qui est le diminutif de Sarah en néerlandais, son nom de famille de naissance est inconnu.
En 1807, les trois sœurs sont envoyées dans la ferme voisine du frère de Peter Caesar, Hendrick (ou Hendryck) Caesar, qui les exploite contre du tabac et de l'eau-de-vie. Sawtche racontera qu'entre-temps, elle a été mariée à un Khoïkhoï dont elle a eu deux enfants. En 1810, un chirurgien militaire de la marine britannique, Alexander Dunlop, en visite chez les Caesar, découvre la morphologie hors du commun de Sawtche : une hypertrophie des hanches, des fesses (stéatopygie) ainsi que des organes génitaux, une macronymphie appelée « tablier des Hottentotes ». Dunlop voit dans ces particularités physiques l’occasion de gagner encore plus d’argent en l'exposant dans des zoos humains. Il convainc Hendrick de s'associer à son affaire et d'embarquer avec Sawtche pour l'Angleterre à bord du HMS Diadem le 7 avril 1810. Cette dernière accepte car l'esclavagiste Hendrick lui fait croire qu'elle y trouvera fortune et liberté en contrepartie de l'exhibition de son corps et de danses au son de la goura (en).

### Angleterre

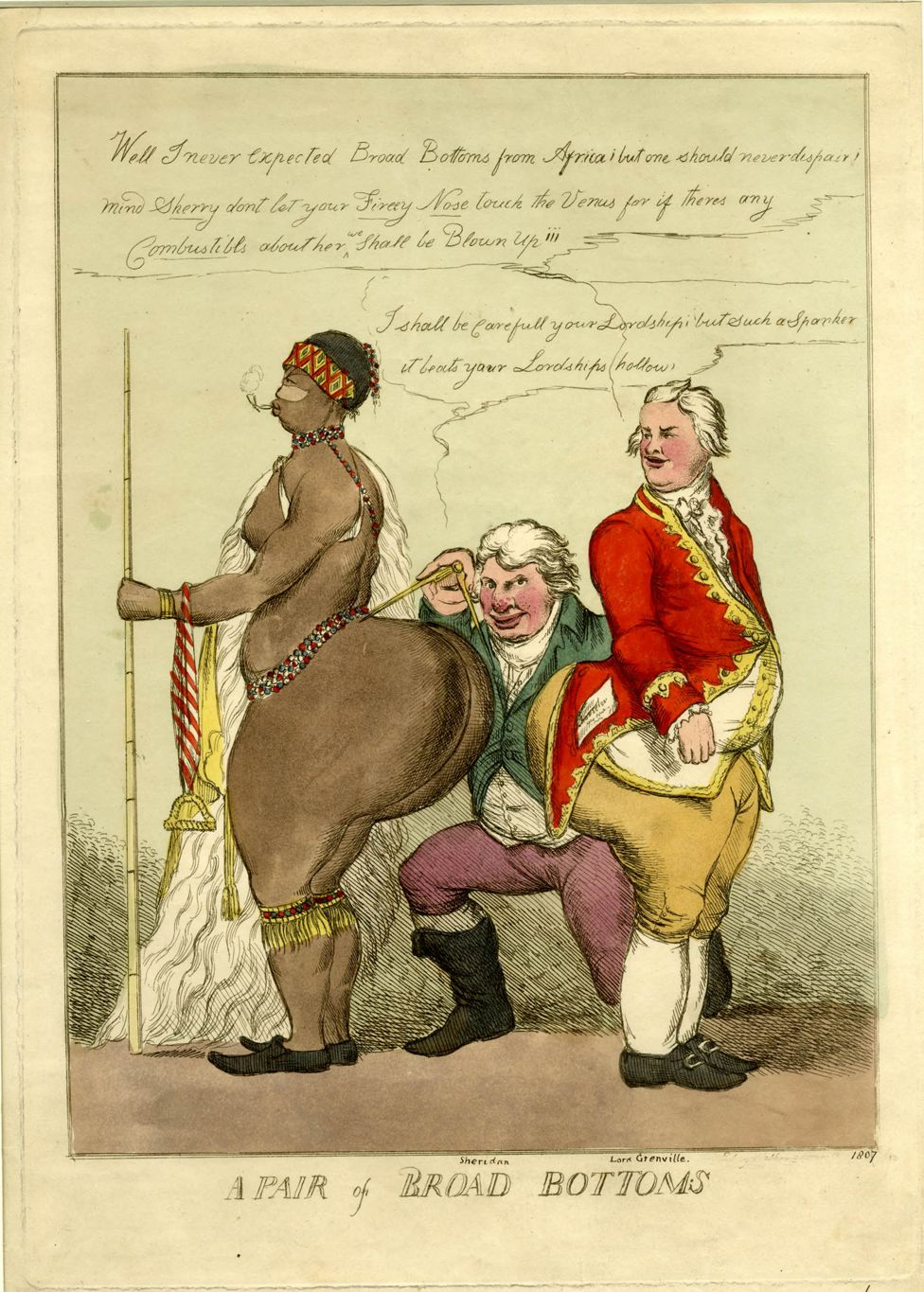
« en » (une paire de gros derrières), caricature de William Heath, 1810.

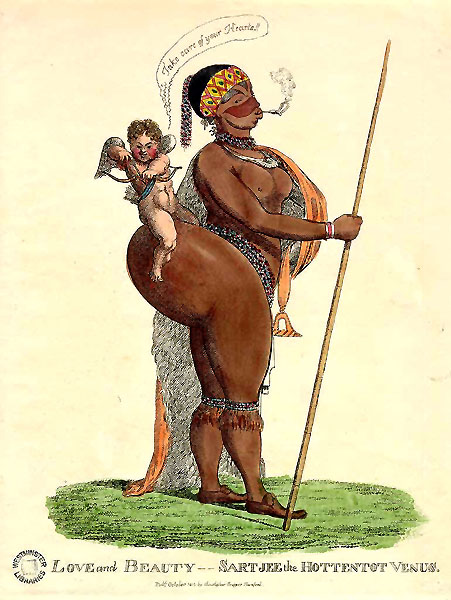
Représentation de Saartjie Baartman publiée en Angleterre dans les années 1810.

Débarquée à Londres en septembre 1810, Sawtche y devient un phénomène de foire. Dans une salle louée sur Piccadilly, elle est commercialement exposée telle un animal, quasiment nue dans une cage surélevée, pour donner à voir son anatomie particulière au son de vulgarités injurieuses et d'attouchements tolérés des spectateurs. On lui donne à cette occasion le surnom moqueur et aguicheur de « Vénus hottentote », tandis que d'autres l'insultent en l'appelant « fat bum ».
Le 24 novembre 1810, l'African Association intente un procès contre Caesar, accusé de l'exploiter, de l'exposer de manière indécente et de violer l'acte d'abolition de la traite des esclaves de 1807. Mais Sawtchie témoigne ne pas agir sous la contrainte, Caesar la fait passer pour une artiste et Dunlop produit un contrat (probable subterfuge légal), selon lequel elle perçoit une partie des recettes des spectacles (douze guinées par an). La Cour conclut donc à un non-lieu.
Puis elle est baptisée le 1er décembre 1811 dans la cathédrale de Manchester, avec l'autorisation spéciale de l'évêque de Chester, officialisant le prénom de Saartjie et lui donnant pour nom de Baartman, ce nom de Baartman signifie « barbu » en afrikaans, ayant peut-être été choisi en référence à la barbe qu'arborait Hendrick Caesar[Interprétation personnelle ?]. Elle est par la suite exposée dans le nord de l’Angleterre puis en Irlande.

### France
Le public britannique commence à se lasser de ce spectacle, amenant Dunlop et Caesar à rechercher de nouveaux marchés. Saartjie est alors exposée en Hollande, puis en France à partir de septembre 1814. Elle y est exploitée par Henry Taylor, un autre organisateur de tournées, puis par le montreur d'animaux exotiques Réaux [Qui ?], faisant payer 3 francs pour la voir et même plus pour pouvoir la toucher dans les cabarets. Par la suite Réaux la fait devenir objet sexuel lors de soirées privées dans l'aristocratie puis la prostitue et devient alcoolique.

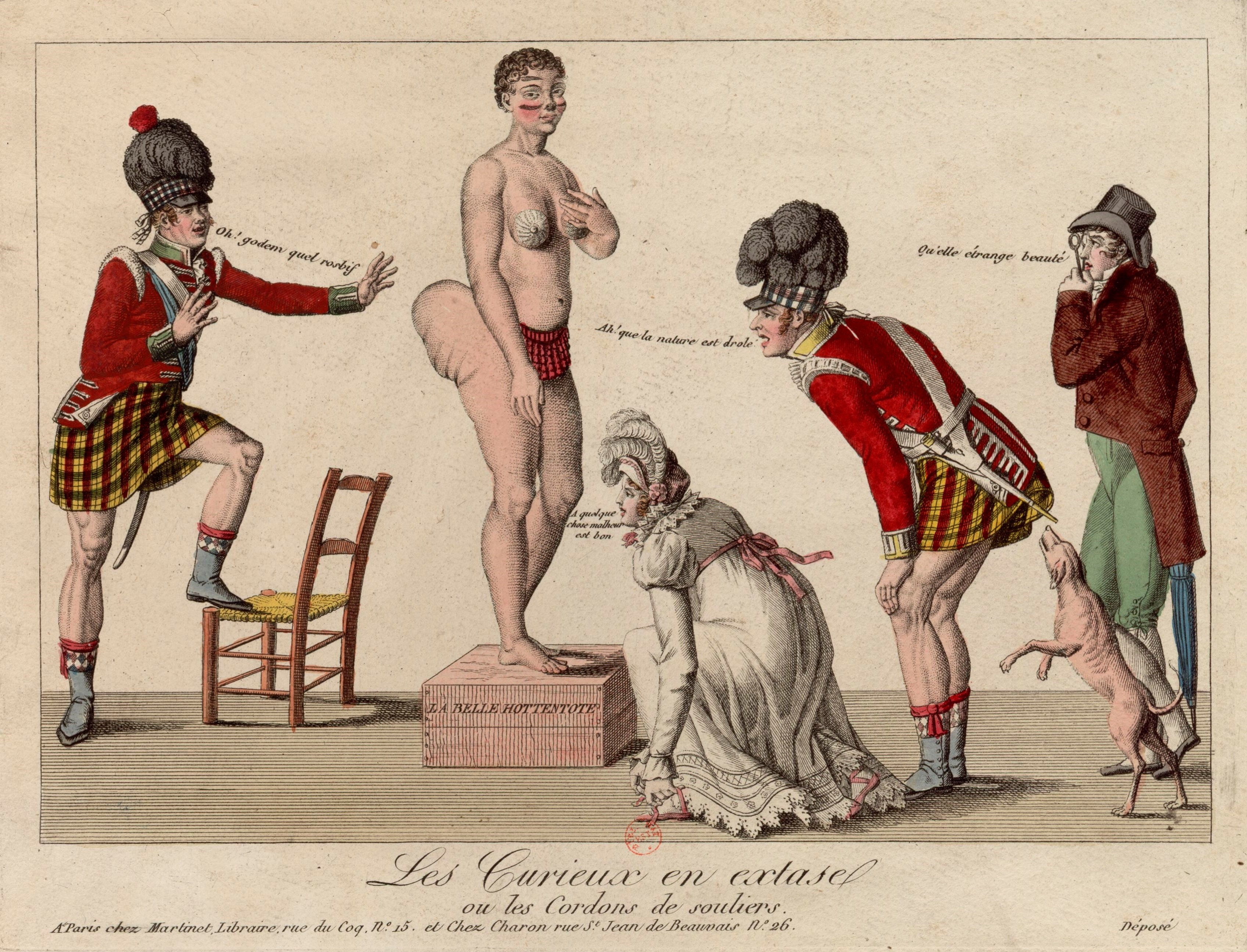
« La Belle Hottentote », illustration des zoos humains.

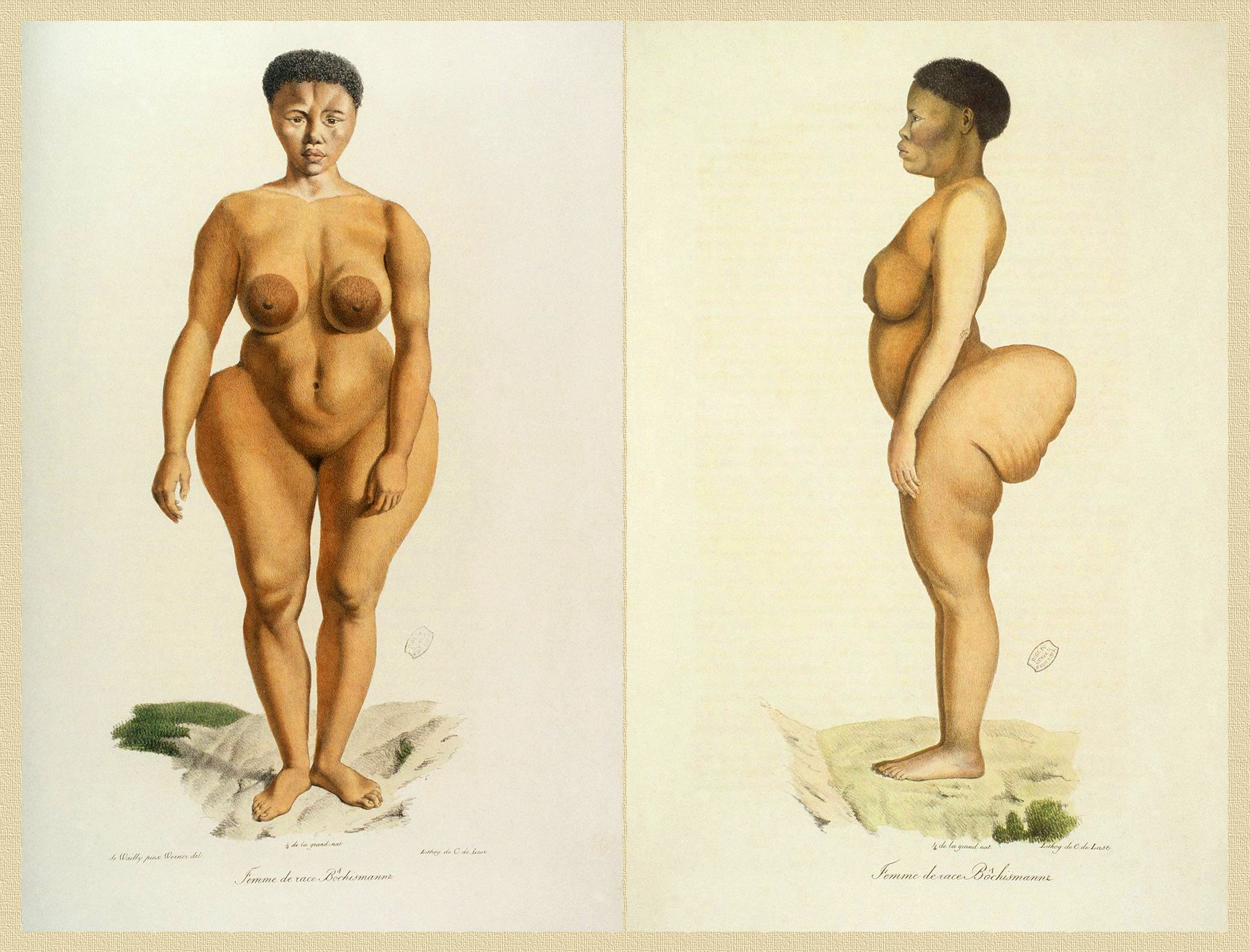
Sawtche (dite Saartjie Baartman). Ces images (réunies ici pour la présentation) sont deux planches extraites du tome II des « illustrations de l'Histoire Naturelle des Mammifères ». On les trouve entre les représentations d'un mouflon de Corse (femelle) et d'un entelle (mâle). Cette illustration est issue de peintures de la jeune femme exposée nue dans le Jardin botanique de Paris.

En mars 1815, le professeur de zoologie et administrateur du Muséum national d'histoire naturelle de France, Étienne Geoffroy Saint-Hilaire, demande à pouvoir examiner « les caractères distinctifs de cette race curieuse » de mammifère. Après le public des foires, c'est devant les yeux de scientifiques (notamment le zoologue et anatomiste comparatif Georges Cuvier) et de peintres qu'elle est exposée nue et transformée en objet d'étude. Le 1er avril 1815, le rapport du chevalier Geoffroy Saint-Hilaire compare son visage à « un commencement de museau encore plus considérable que celui de l'orang-outang », et « la prodigieuse taille de ses fesses » avec celle des femelles des singes maimon et mandrill à l'occasion de leur menstruation. Mesurée sous toutes les coutures pendant trois jours, elle a cependant refusé de dévoiler son « tablier génital » (« tablier hottentot » figurant la macronymphie), ce qui agace Cuvier.
Vivant dans des conditions sordides dans un taudis, Saartjie meurt dans la nuit du vendredi 29 décembre 1815, probablement d'une pneumonie comme l’établit Georges Cuvier lors de son autopsie, à laquelle s’ajoutent la variole, voire la syphilis.
Dans son examen post mortem de Saartjie Baartman, Cuvier ne laisse rien paraître de son irritation initiale et rappelle aussi que, conduite au jardin du Roi en 1815, « elle eut la complaisance de se dépouiller et de se laisser peindre d'après le nu ». Il donne une description précise de son apparence physique. Elle mesure un mètre et quarante-huit centimètres, ce qui lui semble être dans la fourchette supérieure par rapport à ce qu'il sait de son peuple. Il parle de la largeur exceptionnelle de ses hanches (près de 50 cm) et de la protubérance extraordinaire de ses fesses (17 cm) qu'il attribue à une masse graisseuse. Il ajoute qu'elle est, pour le reste, « fort bien faite », le haut de son corps a « de la grâce », la saillie de son ventre n'est « point excessive », sa main est « charmante » et son pied « fort joli », même si Cuvier est par ailleurs rebuté par le visage et la chevelure crépue de Saartjie. Il revient en détail sur la description du tablier hottentot et réfute l’hypothèse du naturaliste François Péron, qui était le seul à avoir pu voir les organes génitaux de Saartjie de son vivant, et qui y avait vu un « organe particulier », spécifique à sa race. Il mentionne en outre l'alcoolisme comme étant également une des causes du décès.

### Histoire de ses noms
Saartje Baartman, née Swatche, est connue sous plusieurs noms et pseudonymes. Son nom de naissance est changé pour la première fois par Peter Caesar. Saartje signifie Sarah en hollandais, étant la langue de Caesar qui était son premier maître. Pour les besoins de son passeport lors de son voyage en Europe, elle prendra le nom Baartman, étant l’équivalent de barbu en hollandais et faisant référence à la barbe de Caesar[Interprétation personnelle ?]. Les noms qui suivent peuvent marquer du mépris. Son nom Vénus Hottentote provient de ses origines. Le mot hottentot voulant dire bégaiement découle d’une onomatopée hollandaise. Il est utilisé pour dénommer des populations parlant le khoï-khoï. Les autres noms, comme « fat bum » par exemple, proviennent de son physique atypique.

### Pièce de musée
Cuvier, qui a récupéré son cadavre, en fait faire un moulage complet en plâtre, dont il tire une statue peinte représentant Sawchie debout. Estimant que Sawtchie est la preuve de l'infériorité de certaines « races », il entreprend de la disséquer au nom du progrès des connaissances humaines. À l'issue de la dissection, son cerveau, son anus et ses organes génitaux sont conservés dans des bocaux remplis de formol. Cuvier procède enfin à l'extraction du squelette et le reconstitue entièrement, os par os. En 1817, il expose le résultat de son travail dans sa publication Observations sur le cadavre d'une femme connue à Paris sous le nom de Vénus Hottentote, qu'il présente devant l'Académie nationale de médecine. Cuvier compare les mouvements de Sawtchie à ceux du singe et sa manière de faire saillir les lèvres "tout à fait pareille à ce que nous avons observé dans l'orang-outang".
La statue et le squelette ont d'abord été exposés pendant 61 années, de 1817 à 1878, au Jardin des plantes dans l'ancienne galerie d'Anatomie comparée que Cuvier avait ouverte au public en 1806 (il reste actuellement l'une des deux ailes de ce bâtiment, surnommé de nos jours le « bâtiment de la baleine »). En 1878, la statue et le squelette furent transférés au tout récent musée d'ethnographie du Trocadéro, inauguré l'année même, où ils restèrent jusqu'à ce que le musée de l'Homme fût créé à son tour en 1937. La statue et le squelette de la « Vénus » furent placés en cette dite année de 1937 dans la galerie d'anthropologie physique du musée de l'Homme. En 1974, André Langaney fait retirer le squelette de la galerie publique, contre l'avis de ses supérieurs (la statue reste deux années de plus dans la salle de Préhistoire). En 1994, statue et squelette sont sortis des réserves à l'occasion de la présentation d'une exposition sur « la sculpture ethnographique au XIXe siècle, de la Vénus hottentote à la Tehura de Gauguin », d'abord au musée d'Orsay, puis à Arles. Ils sont rendus à l'Afrique du Sud en 2002, dans le cadre d'un processus de restitution de restes humains,.

### Restitution et inhumation dans son pays

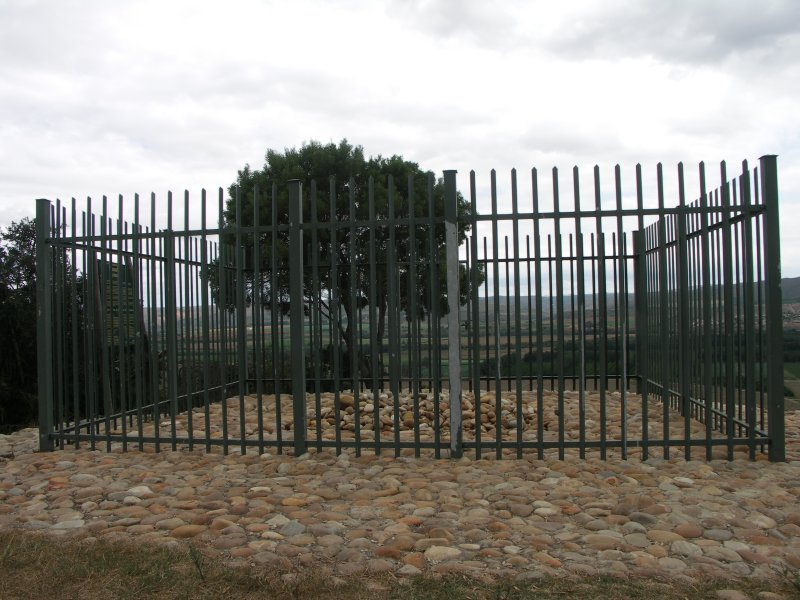
Tombe de Saartjie Baartman à Hankey, Afrique du Sud.

Des demandes à la France de restitution de la dépouille mortelle de Sawtchie sont faites sporadiquement par l'Afrique du Sud dès les années 1940. En 1994, quelque temps après la fin de l'apartheid, les Khoïkhoïs font appel à Nelson Mandela pour demander la restitution des restes de Sawtchie afin de pouvoir lui offrir une sépulture et lui rendre sa dignité. La mobilisation de citoyens sud-africains est telle que de nombreux artistes s'emparent de Sawtchie comme d'un mythe. Ainsi l'écrivaine sud-africaine Diana Ferrus, publie en 1998 A poem for Sarah Bartman, texte dont la popularité joue un rôle important dans cette mobilisation.
Ces demandes se heurtent à un refus des autorités et du monde scientifique français au nom du patrimoine inaliénable de l'État et de la science. Après le vote d'une loi spéciale de restitution en date du 6 mars 2002, la France rend la dépouille à l'Afrique du Sud.
Le 3 mai 2002, la dépouille de Sawtchie est solennellement accueillie au Cap. Le 9 août 2002 (date symbolique correspondant à la Journée nationale des femmes en Afrique du Sud), après une cérémonie œcuménique, la dépouille, après avoir été purifiée, est placée sur un lit d'herbes sèches auquel on met le feu selon les rites de son peuple. Elle est inhumée sur la colline de Vergaderingskop près de Hankey, son village natal, en présence du président Thabo Mbeki, de plusieurs ministres et des chefs de la communauté Khoïkhoï.

## Littérature, musique et cinéma
Sawtche servit de référence à plusieurs écrivains et artistes :
- Victor Hugo y fait allusion dans Les Misérables en 1862 (« Paris est bon enfant. Il accepte royalement tout ; il n'est pas difficile en fait de Vénus ; sa callipyge est hottentote ; pourvu qu'il rie, il amnistie ; la laideur l'égaye, la difformité le désopile, le vice le distrait »).
- Henri Troyat lui consacre la nouvelle Les Cent Jours de la Vénus Hottentote.
- Georges Brassens, chanteur français, lui aussi, y fait référence dans une chanson (Entre la rue Didot et la rue de Vanves : « Passait une belle gretchen au carrefour du château […] callipyge à prétendre jouer les Vénus chez les hottentots »).
- Didier Daeninckx, romancier français, dans Le Retour d'Ataï en 2002.
- Lolita Monga, auteure et comédienne réunionnaise, écrit en 2008 une pièce de théâtre intitulée Vénus, il était une fois signifie maintenant, inspirée de la vie de Sawtche.
- Cristèle Alves Meira, metteure en scène franco-portugaise, a adapté de la pièce de Suzan-Lori Parks, Vénus, en 2010 à l'Athénée Théâtre Louis-Jouvet à Paris, avec Gina Djemba dans le rôle-titre.
- Chantal Loïal, chorégraphe et danseuse guadeloupéenne créé un solo On t’appelle Vénus pour rendre sa dignité à Sawtche par la danse[26].
- Abdellatif Kechiche et Renaud Pennelle, dans Vénus noire, une bande dessinée adaptée du film homonyme, aux éditions Emmanuel Proust, collection Atmosphères (parue le 21 octobre 2010).
- Abdellatif Kechiche, dans Vénus noire, un film relatant la vie de la « Vénus hottentote » (sorti le 27 octobre 2010)[27].
- Lautréamont, auteur français, y fait référence dans le fascicule Poésies 1 : « Une Charogne, que peignit autrefois, avec amour, l'amant morbide de la Vénus hottentote ».
- Georges, personnage du roman Les pas perdus de René Fallet, la cite au début du deuxième chapitre : « D'acc', monsieur Molle. Elle fera même la pige à la Vénus hottentote, si vous y tenez. ».
- The Carters, dans Black Effect, issu de l'album Everything is Love (2018) ; « Stunt with your curls, your lips, Sarah Baartman hips » à environ 3:10[28].
- Barbara Chase-Riboud, sculptrice américaine, lui dédie une statue en 1998, Africa rising, exposée au Ted Weiss Federal Building à New York[29]